# Dapper en sterk
Dapper en sterk is een single van de Nederlandse zanger Jim Bakkum uit 2006. Het stond in 2007 als vijfde track op het album Vrij.

## Achtergrond
Dapper en sterk is geschreven door Tijs van Marle en Pieter van Schooten en geproduceerd door Van Schooten. Het is een nederpoplied waarin de liedverteller vertelt dat hij zich goed voelt en zijn doel weet door de vrouw die hij heeft ontmoet. Het lied was de titelsong van de film Asterix en de Vikingen. Het is de eerste Nederlandstalige single van de zanger, die eerder in het Engels zong. De B-kant van de single is De lek, welke is geschreven door Harry Bannink en Jan Boerstoel.

## Hitnoteringen
De zanger had noteringen in de Nederlandse hitlijsten met het lied. In de Single Top 100 piekte het op de tiende plaats en was het veertien weken te vinden. In de zeven weken dat het in de Top 40 stond, kwam het tot de dertiende plek.